# أييوس بيتروس (أركاديا)
أييوس بيتروس (Άγιος Πέτρος) هي مدينة في أركاديا في مقاطعة كينتريكي إلادا في اليونان.
يبلغ عدد سكانها حوالي 675   نسمة.